# Mickey McBan
Mickey McBan (Spokane, 27 febbraio 1919 – Los Angeles, 30 ottobre 1979) è stato un attore statunitense, attivo come attore bambino nel cinema muto americano dal 1923 e il 1929 (tra i 4 e i 10 anni d'età).

## Biografia
Nato a Spokane (Washington) nel 1919, Mickey MacBan cominciò a 4 anni la sua carriera di attore bambino nel cinema muto americano. 
Figlio di attori teatrali britannici, Mickey si dimostrò subito a suo agio di fronte alla macchina da presa.  Pur non raggiungendo la fama e lo status di protagonista di altri attori bambini del tempo, si affermò come un affidabile interprete in numerose pellicole, soprattutto a carattere sentimentale. 
Lo si ricorda come "Slightly" in una delle prime versioni cinematografica di Peter Pan (1924) e come il piccolo "John Geste" in Gli eroi del deserto (1926). Si segnala soprattutto in film come Padre (1927) e La carne e l'anima (1929), in cui interpreta il ruolo di un bambino cresciuto dal padre (vedovo o divorziato) in assenza della madre.
La sua interpretazione più memorabile è forse quella in Moonland (1926), un cortometraggio di fantasia dalle magiche atmosfere in cui un bambino sogna di visitare la luna in compagnia del suo cane.
Il passaggio al sonoro si rilevò troppo difficile per un interprete il cui successo si basava sulla tecnica espressiva esaltata dal muto. La sua carriera si interruppe così a 10 anni, con l'eccezione di qualche occasionale e marginale ritorno davanti alla macchina da presa.
Ritiratosi dal mondo del cinema, Mickey McBan muore in California nel 1979, all'età di 60 anni.

## Filmografia (parziale)

### Cortometraggi
- The Cloudhopper, regia di Stephen Roberts, Larry Semon e Norman Taurog (1925)
- Too Many Relations, regia di Albert Ray (1925)
- Moonland, regia di William A. O'Connor (1925)
- Vengeance (1930)

### Lungometraggi
- Poor Men's Wives, regia di Louis J. Gasnier (1923)
- The Man Who Won, regia di William A. Wellman (1923)
- Daytime Wives, regia di Émile Chautard (1923)
- The Temple of Venus, regia di Henry Otto (1923)
- Not a Drum Was Heard, regia di William A. Wellman (1924)
- Il re degli scapoli (Hot Water), regia di Sam Taylor e Fred C. Newmeyers (1924)
- Peter Pan, regia di Herbert Brenon (1924)
- Il trio infernale (The Unholy Tree), regia di Tod Browning (1925)
- The Splendid Crime, regia di William C. de Mille (1925)
- Gli eroi del deserto (Beau Geste), regia di Herbert Brenon (1926)
- Nel gorgo del peccato (The Way of All Flesh), regia di Victor Fleming (1927)
- Padre (Sorrell and Son), regia di Herbert Brenon (1927)
- La carne e l'anima (Father and Son), regia di Erle C. Kenton (1929)

## Riconoscimenti
- Young Hollywood Hall of Fame (1920's)